# کوه ایبو
کوه ایبو (به لاتین: Mount Ibu) یک آتشفشان چینه‌ای و کوه در اندونزی است که در Halmahera Utara واقع شده‌است. کوه ایبو ۱٬۳۲۵ متر بالاتر از سطح دریا واقع شده‌است.